# Joseph Krach
Joseph Krach (* 6. November 1844 in Stopfenheim, Bezirksamt Weißenburg in Bayern; † 7. Mai 1907 in Mindelheim) war ein deutscher Politiker und Mitglied in der Bayerischen Abgeordnetenkammer. 
Krach vertrat im 33. Landtag (1899–1904, 18. Wahlperiode) den Wahlkreis Augsburg II. Er gehörte der Zentrumspartei an und war Säcklermeister.